# Nitz 'N' Sony
Sony 'N' Nitz, también conocido como Nitin Arora & Chandy Sony, es un dúo musical de la India. Son además directores en la industria del cine hindi, en la que trabajan desde 2005.
'N' Nitz Sony, ha dirigido la música para varias películas de la India, incluido como "Hai Toh Honey Hai", que fue protagonizada por el actor Govinda y la película "Swami" de 2007, protagonizada por Manoj Bajpai y Juhi Chawla. & Swami (2007 film) starring Manoj Bajpai and Juhi Chawla.

## Filmografía y obras
| #  | Película / Álbum                | Año  | Starring                   | Songs                          |
| -- | ------------------------------- | ---- | -------------------------- | ------------------------------ |
| 01 | Teesri Aankh: The Hidden Camera | 2006 | Sunny Deol & Amisha Patel  | 1 song (Sharabiyon-Lounge Mix) |
| 02 | Swami (2007 film)               | 2007 | Manoj Bajpai & Juhi Chawla | All songs                      |
| 03 | Money Hai Toh Honey Hai         | 2008 | Govinda (actor)            | All songs                      |